# Thamnodynastes marahuaquensis
Thamnodynastes marahuaquensis är en ormart som beskrevs av Gorzula och Ayarzagüena 1996. Thamnodynastes marahuaquensis ingår i släktet Thamnodynastes och familjen snokar. Inga underarter finns listade i Catalogue of Life.
Denna orm förekommer på en bergsplatå (Tepui) i södra Venezuela. Platån ligger cirka 2500 meter över havet. Individerna lever i gräsmarker. Honor lägger inga ägg utan föder levande ungar.
För beståndet är inga hot kända. Hela populationen anses vara stabil. IUCN kategoriserar arten globalt som livskraftig.